# Éric Freysselinard
Éric Freysselinard, né le 12 novembre 1961, est un haut fonctionnaire français. Il est l'arrière-petit-fils d'Albert Lebrun, président de la République de 1932 à 1940.

## Biographie

### Carrière professionnelle
Membre du Mouvement des jeunes giscardiens à partir de 1981, Éric Freysselinard crée à l'Université Paris-Sorbonne une section du Collectif des étudiants libéraux de France, avant de devenir agrégé d’espagnol en 1986, et enseigner l'espagnol au lycée de Chelles de 1986 à 1987, puis à Saint-Quentin-en-Yvelines de 1987 à 1991. Il intègre par la suite  l'École nationale d'administration (ENA) dans la promotion Antoine-de-Saint-Exupéry (1992-1994). Il est également diplômé en 1990 de l'Institut d'études politiques de Paris (IEP).
À sa sortie de l'ENA en 1994, il est nommé directeur du cabinet du préfet du Maine-et-Loire, puis en 1996 secrétaire général adjoint de la préfecture du Rhône, inspecteur de l'administration en 1999. Il intègre en 2000 le ministère de l'Intérieur où il est nommé chef du bureau des services publics locaux puis directeur adjoint en 2002 et directeur du cabinet du ministre Patrick Devedjian. En 2004 il est nommé directeur de cabinet du préfet de la région Île-de-France Bertrand Landrieu, puis en 2007 directeur de cabinet du secrétaire d'Etat Roger Karoutchi.
En 2008, il devient préfet délégué pour l'égalité des chances auprès du préfet de l'Essonne Jacques Reiller, puis exerce en tant que préfet de la Haute-Saône en 2010. En tant que préfet de l'Aude, en 2012, il met en place et coordonne le dispositif de sécurité destiné à éviter des débordements autour du village de Bugarach, considéré alors par la rumeur comme étant l'un des seuls villages devant survivre à la fin du monde programmée le 21 décembre 2012. L'événement déclenche un engouement médiatique sans précédent dans la région.
Il quitte la préfectorale en 2013 après avoir été nommé directeur des stages à l'ENA mais y revient en 2017 quand il est nommé préfet de Meurthe-et-Moselle,,,. Durant le mouvement des gilets jaunes, partisan de la ligne dure,, il mobilise d’importants moyens policiers lors des manifestations et rassemblements de Gilets jaunes dont il devient l'une des cibles régulières. Le Réseau éducation sans frontières (RESF) lui reproche son intransigeance face à la situation des migrants.
De 2020 à 2023, il est directeur de l'Institut des hautes études du ministère de l'Intérieur (IHEMI) nouvellement créé, et conséquemment vice-président associatif de Francopol .
En 2023, il est nommé conseiller aux affaires intérieures à l'ambassade de France en Espagne, poste créé afin d'élargir la représentation du ministère à l'étranger.
En 2019, il est élu vice-président de l’association du corps préfectoral et des hauts fonctionnaires du ministère de l’Intérieur et réélu en 2024, comme vice-président délégué, numéro deux de l’association.

### Famille
Éric Freysselinard est l'arrière-petit-fils du président de la République Albert Lebrun, auquel il a consacré une biographie. Marié, il a quatre enfants.

## Publications
Éric Freysselinard est l'auteur de plusieurs ouvrages sur l’apprentissage et la connaissance des langues espagnole et catalane ainsi que d'ouvrages historiques dont une biographie d'Albert Lebrun.
Il soutient, le 26 avril 2024, une thèse de doctorat dirigée par Olivier Dard à l'École doctorale Histoire moderne et contemporaine à la Sorbonne-Université sur l'homme politique de l'entre-deux-guerres Louis Marin, lequel présidait la Fédération républicaine, un grand parti de la droite républicaine libérale et conservatrice sous la IIIe République.

### Ouvrages didactiques
- Ser y estar, Ophrys, 1990,  — révisé en 1998 et en 2013 sous le titre Dictionnaire d'usage du verbe être en espagnol, 272 pages
- Les 3 500 Mots essentiels, Ophrys, 1997, 114 pages  — manuel d'espagnol
- Le Mot et l'Idée, t. II, Ophrys, 1997, 205 pages  — manuel d'espagnol
- Grammaire et vocabulaire du catalan, Ophrys, 2002, 224 pages
- Avec Jacques Caro, L'espagnol par la presse, Ophrys, 2013, 256 pages
- Grammaire de l'espagnol contemporain, Ophrys, 2015, 257 pages
- Les 1800 mots de base en espagnol, Ophrys, 2025.

### Ouvrages historiques
- Avec Alain Chevalier et Bénédicte Freysselinard, Un décor pour la République : le château de Vizille dans les années 1920 et 1930, Lyon, Fage, 2011  (ISBN 978-2-84975-247-0).
- Albert Lebrun : le dernier Président de la IIIe République, Paris, éditions Belin, 2013, 587 p. (ISBN 978-2701182445, BNF 43686062).
L'ouvrage obtient le prix de l'Académie de Stanislas[19].
Recension dans la revue Commentaire, 2014/4 (numéro 148) [lire en ligne]
Recension dans le quotidien Le Figaro (pages littéraires), 3 octobre 2013, "Face à l'effondrement', Jacques de Saint Victor.
Recension dans le quotidien Le Berry républicain du 3 décembre 2013 [[https://www.leberry.fr/bourges-18000/actualites/portraits-croises-dalbert-lebrun-et-de-la-iiie-

republique_1786761/ lire en ligne]]
- Comment la IIIe République a sombré : journal de Marguerite Lebrun (septembre 1939 – juillet 1940)  (préf. Jean El Gammal), Presses universitaires de Nancy - Éditions universitaires de Lorraine, 2018, 374 p. (ISBN 978-2814305106).
Recension de Paul François Trioux dans la revue Historia le 19 mars 2019 [lire en ligne]
Recension de Bernard Dubois dans la revue La Jaune et la Rouge en novembre 2018 [lire en ligne]
- Journal de guerre de Marguerite Lebrun, épouse du dernier président de la IIIe République (juillet 1940 – octobre 1947)  (préf. Nicolas Roussellier), Presses universitaires de Grenoble, coll. « Résistances », 2019, 516 p. (ISBN 978-2706142628).

## Récompenses et distinctions
- Chevalier de la Légion d'honneur (2010)[20].
- Officier de l'ordre national du Mérite (2025)[21].
- Chevalier de l'ordre des Palmes académiques (2014).
- Chevalier de l'ordre des Arts et des Lettres (2019)[22].
- Médaille de la sécurité intérieure (2019)[23].
- Croix du mérite policier avec distinctif rouge et Croix d'argent de l'Ordre du mérite de la garde civile. Espagne (2023)[24]